# 中山隼雄
中山 隼雄（なかやま はやお、1932年5月21日 - ）は、日本の実業家。東京都出身。セガ・エンタープライゼス（以下、セガ）元社長。アミューズキャピタル会長。中山隼雄科学技術文化財団名誉理事長。パソナ元会長。キャビア（のちのAQインタラクティブ）元社長。
息子の中山晴喜はマーベラス代表取締役会長。

## 経歴
- 1959年 - 千葉大学文理学部中退（ジュークボックスの輸入会社であるV&Vなどを経験）
- 1968年 - エスコ貿易を設立。メーカーからゲーム機を仕入れ、ゲームセンターに卸すのを生業とした[1]。
- 1979年2月1日[2] - エスコ貿易の全株をセガ・エンタープライゼスが買収する形でセガの業務立て直しを託され、セガ副社長に就任[1]
- 1983年7月 - CSKの大川功とともにセガの親会社であるガルフ・アンド・ウェスタン・インダストリーズ（英語版）から約90億円でセガを買収[3]。セガ・エンタープライゼス社長就任
- 1992年5月 - 日本アミューズメントマシン協会会長
- 1992年7月 - 中山隼雄科学技術文化財団設立
- 1998年6月 - セガ副会長（ - 1999年5月）
- 同年12月 - アミューズキャピタル設立、会長兼社長
- 1999年7月 - パソナ会長（ - 2004年5月）
- 2000年3月 - キャビア（のちのAQインタラクティブ）設立、社長
- 2005年10月 - AQインタラクティブ会長（ - 2006年3月）
- 2011年4月 - 株式会社アミューズキャピタル 代表取締役会長（CEO・現任）